# Agriades zullichi
Agriades zullichi (Nevada mansschildblauwtje) is een vlinder uit de familie van de Lycaenidae. De wetenschappelijke naam van de soort is voor het eerst gepubliceerd in 1933 door Francis Hemming.
De soort komt alleen voor in de Sierra Nevada in Zuid-Spanje op een hoogte tussen 2400 en 3000 meter. De vlinder vliegt van eind juni tot in augustus in één generatie.